# Rose Coyle
Rose Veronica Coyle (Hackettstown, 30 luglio 1914 – 24 febbraio 1988) è stata una modella statunitense, eletta Miss Pennsylvania e Miss America 1937.
La Coyle, proveniente da Filadelfia, fu la prima concorrente del concorso a cui il pubblico chiese un bis dell'esibizione del talento. Nel 1938, sposò Leonard Schlessinger, direttore generale dei cinema Warner Bros.